# Španělská tercie

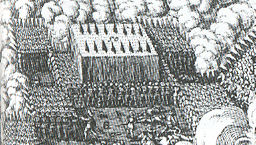
Tercie v bojovém postavení

Španělská tercie (španělsky tercio) byl vojenský útvar používaný převážně v 16. a 17. století. Skládal se ze zhruba 3000 mužů a byl tvořen dvanácti oddíly.

## Historie
Po sjednocení Španělska, k němuž došlo v roce 1492, vytvořila španělská monarchie na obranu svých zájmů v zahraničí stálou armádu. První pěchotní oddíly (capitania) byly roku 1496 vyslány bojovat do Itálie. Tercie byla základní jednotka španělské pěchoty od roku 1534 do roku 1704. Skládala se ze štábu, který se po celou dobu prakticky neměnil, a z kumpanií, které se v průběhu let měnily. Tercie byla jak organizačním, tak i taktickým celkem, zvláště pak v 16. století. Zatímco většina vojáků sloužících Španělsku byli cizinci, tercios sestávaly výhradně ze španělských dobrovolníků. Byly to důkladně vycvičené elitní jednotky organizované podle požadavků své doby. Služba v nich byla celoživotní, takže tvrdé jádro veteránů bylo zoceleno zkušenostmi z plnění posádkových povinností v Itálii, z výprav do muslimské Afriky i neutuchajícími boji proti Nizozemcům ve Flandrech.
Tercios trpěly omezením své doby. V praxi pikenýři mnohdy nevlastnili takřka žádnou zbroj. Třebaže měli vojáci každý měsíc dostávat plat, jejich žold se často zpožďoval, což vedlo ke vzpourám a rabováním. Každým rokem dezertovalo kolem 10% vojáků, rozladěných tvrdou kázní a nepravidelně vyplácenou mzdou. Přesto zůstávala tercios nejvýkonnější pěchotou v Evropě, dokud je porážka Francouzi u Rocroi v roce 1643 nepřipravila o jejich výsadní postavení.

## Taktika a seskupení
V bitvě bojovali těžce vyzbrojení pikenýři tercios v sevřených čtvercích, podporováni na křídlech vojáky s palnými zbraněmi. Dokázali také operovat v malých oddílech, kdy ostřelovačské skupiny arkebuzírů s podporou halapartníků napadly nepřítele.